# Nova bazilika Svetog Apolinarija
Nova bazilika svetog Apolinarija (talijanski: Basilica di Sant'Apollinare Nuovo) je bazilika i važan ranokršćanski spomenik u talijanskom gradu Ravenni. Ona je zajedno sa sedam drugih spomenika upisana na UNESCO-ov popis mjesta svjetske baštine u Europi 1996. godine pod imenom: "Ranokršćanski spomenici i mozaici u Ravenni". Bazilika je opisana kao "izvrstan primjer ranokršćanske bazilike u kojoj vanjština i unutrašnjost grafički ilustriraju spoj zapadnog i istočnog stila ukrašavanja kasnog 5. i početka 6. stoljeća. To je jedna od najvažnijih zgrada iz ovog razdoblja, od presudnog kulturnog značaja za europsku sakralnu umjetnost".
Početkom 6. stoljeća dao ju je izgraditi ostrogotski kralj Teodorik I. kao kapelu u okviru svoje kraljevske palače (što navodi Liber Pontificalis). Kako je Teodorik bio arijanac, crkva je 504. godine posvećena kao arijanska.
Nakon što su Ravennu zauzeli Bizantinci, pretvorena je u pravovjernu  (katoličku/pravoslavnu) crkvu, a car Justinijan I. Veliki ju je 561. preimenovao u Sanctus Martinus in Coelo Aureo ("Sveti Martin na zlatnom nebu"), posvetivši je Svetom Martinu Turskom, poznatom neprijatelju arijanstva. Vjeruje se da su tada prebrisani i uništeni mozaici koji su prikazivali Teodorikov arijanski dvor. Prema kasnijoj legendi, neke od mozaika je dao uništiti i papa Grgur I., jer je njihova "zlatna veličanstvenost" odvraćala vjernike od molitve. Ponovno je preimenovana 856. godine kada su u nju preneseni ostaci Svetog Apolinarija po kojoj je dobila ime. 
Kampanil (samostalni zvonik) s brojnim polukružnim prozorima je podignut u 9. stoljeću. Oštećena je za vrijeme Prvog svjetskog rata, nakon čega je detaljno obnovljena.
- Raskošno mozaicima ukrašen desni brod bazilike (niz svetaca-mučenika)
- Tlocrt bazilike
- Mozaik prikaza Teodorikove palače (5. st.)
- Mozaik Krista na prijestolju okruženog anđelima (6. st.)
- Mozaici lijeve strane broda s nizom svetica-mučenica
- Mozaik Poklonstvo kraljeva

## Vanjske poveznice
- Adrian Fletcher's Paradoxplace Ravenna Pages  Arhivirana inačica izvorne stranice od 21. svibnja 2017. (Wayback Machine) (engl.)
- Bridgeman Art Library  Arhivirana inačica izvorne stranice od 11. ožujka 2012. (Wayback Machine) fotografije

### Ostali projekti
|  | Zajednički poslužitelj ima još gradiva o temi Nova bazilika Svetog Apolinarija |